# Adamantios Korais
Adamantios Korais (grekiska: Αδαμάντιος Κοραής), född 27 april 1748 i Smyrna, död 6 april 1833 i Paris, var en nygrekisk grecist och patriot. 

## Biografi
Korais förestod 1772–1778, för faderns räkning, ett handelskontor i Amsterdam, genomgick från 1782 en medicinsk kurs i Montpellier samt ägnade sig på åtskilliga orter i Italien och Grekland åt filologiska och teologiska studier. Han tillbringade senare hälften av sitt liv i Paris. 
Korais, som blivit kallad den "nygrekiske Gotthold Ephraim Lessing", var en nationalist som på 1700-talet försökte förmedla västerländsk kultur och vetenskap till sina landsmän som ett led i en frigörelse ifrån det osmanska väldet. Han ansåg att den viktigaste uppgiften var att skapa ett användbart skriftspråk, och Korais kan kategoriseras som det nygrekiska litteraturspråkets egentlige upphovsman.[källa behövs]
Korais tidiga skrifter, där han debatterade frihetens begrepp och angav det politiska program, som sedan väsentligen följdes, var Adelfike didaskalia (1798), Mémoire sur l'état actuel de la civilisation de la Grèce (1803) samt den kommenterade översättningen av Cesare Beccarias "Dei delitti e delte pene" (1802; andra upplagan 1823). 
Korais spred även friare åsikter om undervisningsväsendet och grekisk teologi, kritiserade det inhemska prästadömets jesuitiska och, som han såg det "ofosterländska böjelser", samt omfattade med sin verksamhet hela det klassisk-antikvariska området jämte filosofi, historia och filologi. Inom det sistnämnda fältet gav han ut forngrekiska prosaister, bland annat i "Hellenike bibliotheke" (16 band, 1805–27) jämte "Parerga" (nio band, 1809–27), med företal (prolegomena) på nygrekiska och anmärkningar på forngrekiska. Dessa stora företag understöddes av rika grekiska mecenater. Av huvudsakligen filologiskt innehåll är Korais Artakta (tre band, 1828–35). Hans efterlämnade verk utgavs i sju band 1881–83. Hans självbiografi, Bio's Adamanti'ou Koraē, utgavs 1833. På Chios, till vars läroverk Korais testamenterade sitt rika bibliotek uppställdes en marmorstaty av honom.